# Swen Jönsson
Swen Jönsson  (i riksdagen kallad Jönsson i Fridhill), född 26 januari 1877 i Ingelstorp, död 10 april 1956 i Andrarum, var en svensk lantbrukare och politiker (Frisinnade folkpartiet).
Swen Jönsson, som kom från en bondesläkt, var 1903-1938 lantbrukare på gården Fridhill i Sillaröd i Andrarum, där han också var ledande kommunalman och bland annat var kommunalstämmans ordförande 1905-1922 och kommunalfullmäktiges ordförande 1922-1947. Han hade också framträdande uppdrag i den svenska lantbruksrörelsen, bland annat som ordförande i Svenska äggexportföreningen och vice ordförande i Svenska ägghandelsförbundet.
Han var riksdagsledamot i andra kammaren 1915-1924 samt från den 26 januari 1931 till utgången av 1932. Fram till 1921 företrädde han Kristianstads läns sydöstra valkrets och från 1922 Kristianstads läns valkrets. I riksdagen tillhörde han som kandidat för Frisinnade landsföreningen dess riksdagsparti Liberala samlingspartiet och efter den liberala partisprängningen Frisinnade folkpartiet. Han var bland annat suppleant i bevillningsutskottet vid de lagtima riksmötena 1918-1923. I riksdagen engagerade han sig främst i jordbrukspolitik.